# Афтершок
Афтершо́ки (англ. aftershock) — підземні поштовхи, які слідують за землетрусом і з ним пов'язані. Число афтершоків зростає залежно від енергії землетрусу, зі зменшенням глибини його вогнища і може досягати декількох тисяч. Магнітуда афтершоків в середньому на 1,2 менша від магнітуди землетрусу. Гіпоцентри їх окреслюють область вогнища землетрусу.